# Celama parvula
Celama parvula är en fjärilsart som beskrevs av Pierre Chrétien 1913. Celama parvula ingår i släktet Celama och familjen trågspinnare. Inga underarter finns listade i Catalogue of Life.